# Loxosceles similis
Loxosceles similis är en spindelart som beskrevs av Moenkhaus 1898. Loxosceles similis ingår i släktet Loxosceles och familjen Sicariidae. Inga underarter finns listade i Catalogue of Life.